# 安東宗季
安東 宗季（あんどう むねすえ）は、室町時代後期から戦国時代にかけての武士。湊安東氏5代当主。

## 略歴
安東氏の系譜には様々な異伝があり、特に湊家は後に子孫が絶えたため系図が混乱している。先祖と同名を名乗る者も多く、途中改名もしばしば行われたこともあり、事績が混同していることも原因の一つである。そのような湊家の歴代当主の中、宗季は系図等の二次史料と寺社に残った一次史料の双方で存在が確認されている。
宗季の事績はほとんど残っていないが、延徳3年（1491年）6月に宗季が建立した増川八幡神社の棟札から、延徳年間の男鹿半島が湊安東氏の勢力圏に入っていたことが分かっている。